# 331. skvadron
331. skvadron är en flygskvadron inom norska flygvapnet som verkat i olika former sedan 1941. Förbandsledningen är förlagd vid Bodø flygplats i Bodø, Norge.

## Historia
331. skvadron är en av det norska flygvapnets skvadroner. Han är för närvarande en del av 132. flygflottiljen och utrustad med F-16A/B. Skvadronen är stationerad vid Bodøs flygplats.
Den 14 juni 2012 beslutade Stortinget att 331. skvadron skulle flyttas till Ørland. Skvadronen kommer ändå att fortsätta att vara baserad i Bodø under de följande åren. 331-skvadronen i Bodø ansvarar för QRA-beredskap ("Quick Reaction Alert") för Nato med F-16.